# Ellen Ryding
Ellen Ryding, född 12 december 1862 i Kungälv, död där 13 maj 1923, var en svensk översättare.
Ellen Ryding översatte från engelska, franska och tyska till svenska. Hon översatte bland annat många av Arthur Conan Doyles berättelser om Sherlock Holmes till svenska och har varit betydande för den svenska översättningslitteraturen.

## Översättningar (urval)
- Thomas Carlyle: Sartor Resartus (Sartor resartus) Geber 1903
- Elizabeth Von Arnim: Välgörarinnan (The benefactress) Skoglund 1903
- Ivan Strannik (pseudonym för Anna Anitjkova): Flodens maning (L´appel de l´eau) Geber 1903

- Arthur Conan Doyle: En studie i rött (A study in scarlet) Nordiska förlaget 1910
- Arthur Conan Doyle: De fyras tecken (The sign of four) Nordiska förlaget 1911
- Edith Macvane: Förvecklingar (The black flier) Nordiska förlaget 1911
- Nataly von Eschstruth: Spökhistorier (Spukgeschichten und andere Erzählungen) Nordiska förlaget 1912
- Margaret Wolfe Hungerford: I sista stund (Their last resource) Nordiska förlaget 1912